# Verenigd Koninkrijk op het Eurovisiesongfestival 1961
Het Verenigd Koninkrijk hield een nationale finale om het Britse lied voor het Euroviesongfestival van 1961 te kiezen.
De nationale finale werd gehouden op 15 februari 1961. Het werd gepresenteerd door Katie Boyle. 
Er werd gestemd via een jury bestaande van 120 personen tussen 19 en 40 jaar.
Het Eric Robinson Orchestra zorgde voor de muziek.
De achtergrondzangers werden bezorgd door Beryl Stott Singers.
Bryan Johnson deed in 1960 al mee aan het Eurovisiesongfestival hij werd toen 2de.

## Resultaat
| Artiest(en)                               | Lied                   | Plaats | Punten |
| ----------------------------------------- | ---------------------- | ------ | ------ |
| Craig Douglas                             | The Girl Next Door     | 7      | 3      |
| Valerie Masters                           | Too Late for Tears     | 7      | 3      |
| Mark Wynter                               | Dream Girl             | 4      | 16     |
| Anne Shelton                              | I Will Light a Candle  | 6      | 4      |
| Bryan Johnson                             | A Place in the Country | 5      | 6      |
| Ricky Valance                             | Why Can't We           | 3      | 24     |
| The Allisons                              | Are You Sure?          | 1      | 31     |
| Steve Arlen                               | Suddenly I'm in Love   | 2      | 30     |
| Teresa Duffy                              | Tommy                  | 7      | 3      |
| De tabel is gerangschikt volgens opkomen. |                        |        |        |

1957 · 1958 · 1959 · 1960 · 1961 · 1962 · 1963 · 1964 · 1965 · 1966 · 1967 · 1968 · 1969 · 1970 · 1971 · 1972 · 1973 · 1974 · 1975 · 1976 · 1977 · 1978 · 1979 · 1980 · 1981 · 1982 · 1983 · 1984 · 1985 · 1986 · 1987 · 1988 · 1989 · 1990 · 1991 · 1992 · 1993 · 1994 · 1995 · 1996 · 1997 · 1998 · 1999 · 2000 · 2001 · 2002 · 2003 · 2004 · 2005 · 2006 · 2007 · 2008 · 2009 · 2010 · 2011 · 2012 · 2013 · 2014 · 2015 · 2016 · 2017 · 2018 · 2019 · 2020 · 2021 · 2022 · 2023 · 2024 · 2025
België · Denemarken · Finland · Frankrijk · Italië · Joegoslavië · Luxemburg · Monaco · Nederland · Noorwegen · Oostenrijk · Spanje · Verenigd Koninkrijk · West-Duitsland · Zweden · Zwitserland